# Răzvan Damian
Răzvan Tudor Damian (sinh ngày 15 tháng 7 năm 1983) là một cầu thủ bóng đá người Romania thi đấu ở vị trí hậu vệ cho đội bóng Liga IV SR Brașov.